# イカルス (小惑星)
イカルス (1566 Icarus) は、地球近傍小惑星の一つであり、アポロ群に属する小惑星である。1949年にドイツ出身の天文学者ウォルター・バーデによってパロマー天文台で発見された。
イカルスの特徴として、近日点では水星よりも太陽に近づくことが挙げられる。イカルスという名はこの特徴のために付けられたものである。ギリシア神話に登場するイーカロス (Ikaros) は、父ダイダロスと共に鳥の羽を蝋で固めて翼を作り、それで空を飛んだが、調子に乗って太陽に近づきすぎ、蝋が溶けて翼が分解したため墜落死した。一方、遠日点は火星軌道の外側にあり、かなりの長楕円軌道を描いていることになる。
イカルスは9年、19年、または28年の間隔で6月に地球の近くを通り過ぎ、最後に接近したのは2015年6月16日であり、地球から0.05383 au (8,053,000 km) ほどの距離を通過している。それ以前は1996年6月11日のことで、月の軌道のほぼ40倍の0.10119 AU (15,138,000 km) の距離を通過している。次回の接近は2043年6月13日であり、地球から0.0586 AU (8,770,000 km) の距離まで接近すると予想されている。また、地球に640万 kmまで近づくこともしばしばあり、1968年6月14日には0.042482 au (6,355,200 km) ほどまで接近した。